# Borysewicz & Brzozowski
Borysewicz & Brzozowski – album studyjny gitarzysty Jana Borysewicza oraz piosenkarza Rafała Brzozowskiego. Wydawnictwo ukazało się 27 listopada 2015 roku nakładem wytwórni muzycznej Universal Music Polska. Nagrania były promowane teledyskiem do utworu „Słowa na otarcie łez”, który wyreżyserowała Anna Powierża. Płyta spotkała się z komercyjnym niepowodzeniem oraz negatywnym odbiorem wśród recenzentów.

## Lista utworów
Opracowano na podstawie materiału źródłowego.
| Nr  | Tytuł utworu                        | Słowa            | Muzyka         | Długość |
| --- | ----------------------------------- | ---------------- | -------------- | ------- |
| 1.  | „Anioły obok nas”                   | Rafał Brzozowski | Jan Borysewicz | 3:09    |
| 2.  | „Dzisiaj też się płacze”            | Wojciech Byrski  | Jan Borysewicz | 3:46    |
| 3.  | „Słowa na otarcie łez”              | Wojciech Byrski  | Jan Borysewicz | 4:10    |
| 4.  | „Muszę wstać”                       | Wojciech Byrski  | Jan Borysewicz | 3:47    |
| 5.  | „Nigdy już nie będę sam”            | Wojciech Byrski  | Jan Borysewicz | 2:56    |
| 6.  | „Nastaw letni czas”                 | Rafał Brzozowski | Jan Borysewicz | 3:23    |
| 7.  | „Trudno ciebie kochać”              | Wojciech Byrski  | Jan Borysewicz | 3:28    |
| 8.  | „Ze sobą”                           | Wojciech Byrski  | Jan Borysewicz | 3:52    |
| 9.  | „Z mojej strony”                    | Wojciech Byrski  | Jan Borysewicz | 4:07    |
| 10. | „Zostaw mnie kiedy chcesz”          | Rafał Brzozowski | Jan Borysewicz | 3:27    |
| 11. | „Słowa na otarcie łez” (Radio Edit) | Wojciech Byrski  | Jan Borysewicz | 3:33    |
|     |                                     |                  |                | 39:38   |

## Twórcy
Opracowano na podstawie materiału źródłowego.
| - Rafał Brzozowski – wokal prowadzący, wokal wspierający - Jan Borysewicz – gitara elektryczna, gitara basowa, mandolina, ukulele - Rafał Paczkowski – produkcja muzyczna, inżynieria dźwięku, miksowanie, instrumenty klawiszowe, programowanie, gitara basowa - Wiesiek Wysocki – saksofon |  | - Andrzej Adamiak – gitara basowa - Wojtek Pilichowski – gitara basowa - Jacek Gawłowski – mastering - Marlena Stawarz – oprawa graficzna |